# Prasat Hin Chom Phra

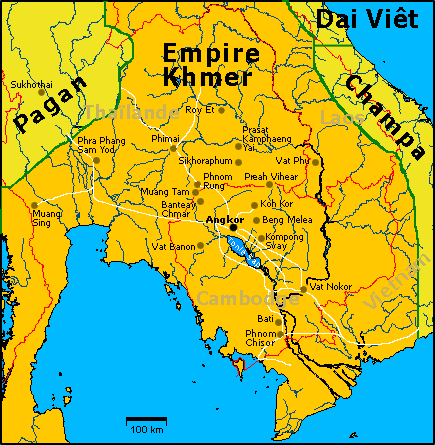
Principaux sites khmers

Prasat Hin Chom Phra est un arogayasala khmer construit par Jayavarman VII au XIIe siècle à proximité de Surin sur la route royale qui menait d'Angkor à Phimai. Le sanctuaire carré en blocs de latérite est orienté à l'est et entouré d'une enceinte. L'ensemble est en ruine et ne fait pas encore l'objet de restaurations.

## Photographies

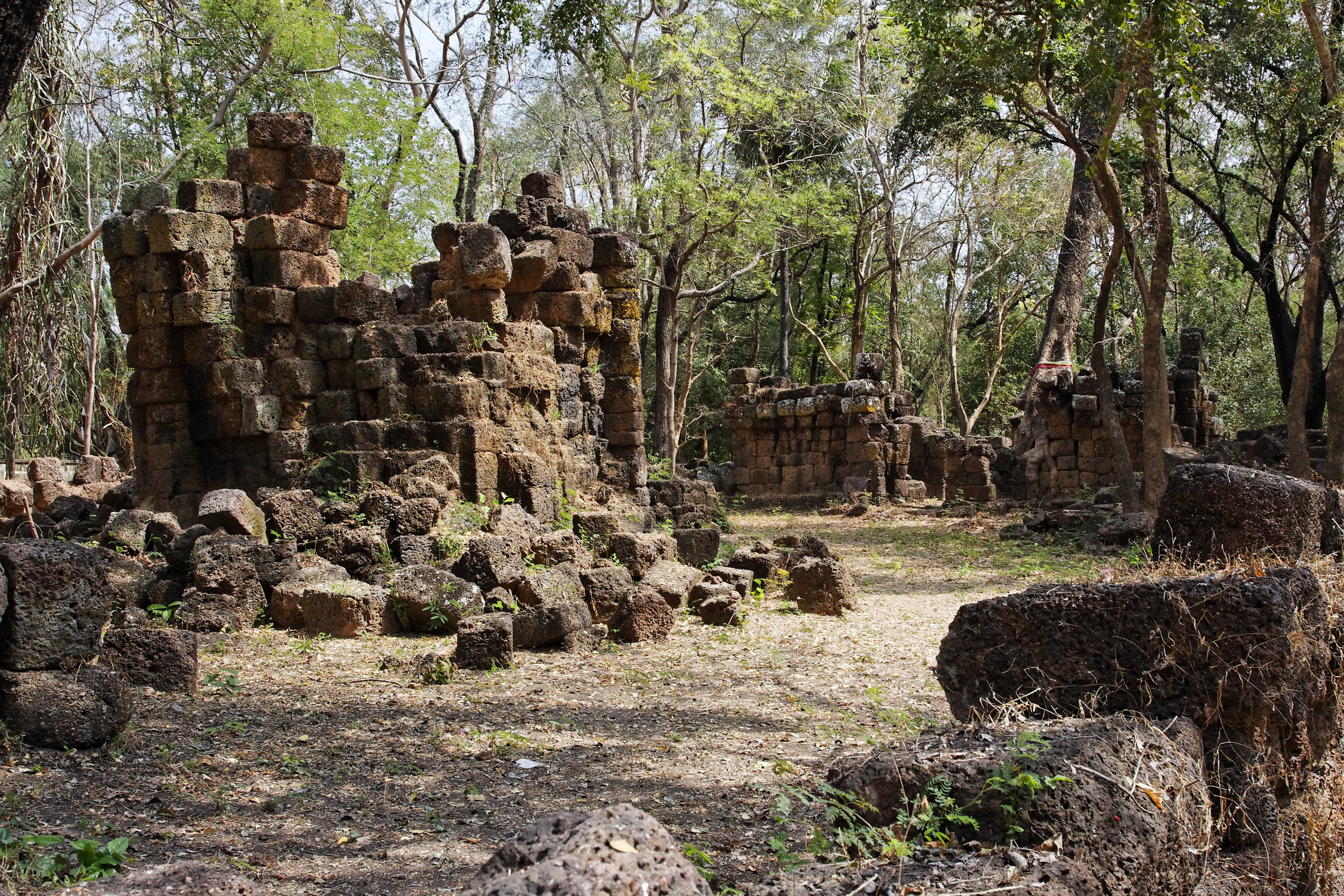
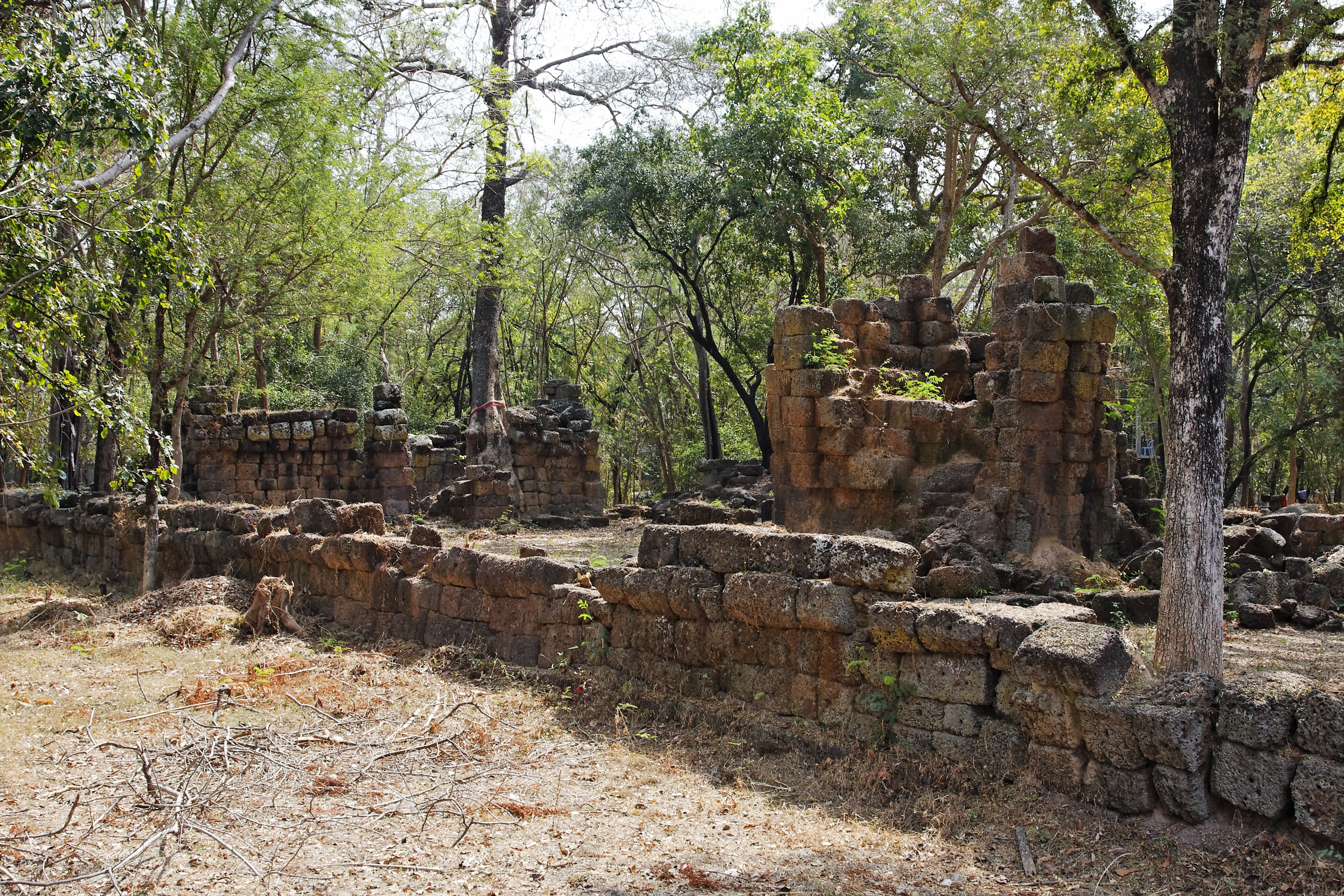
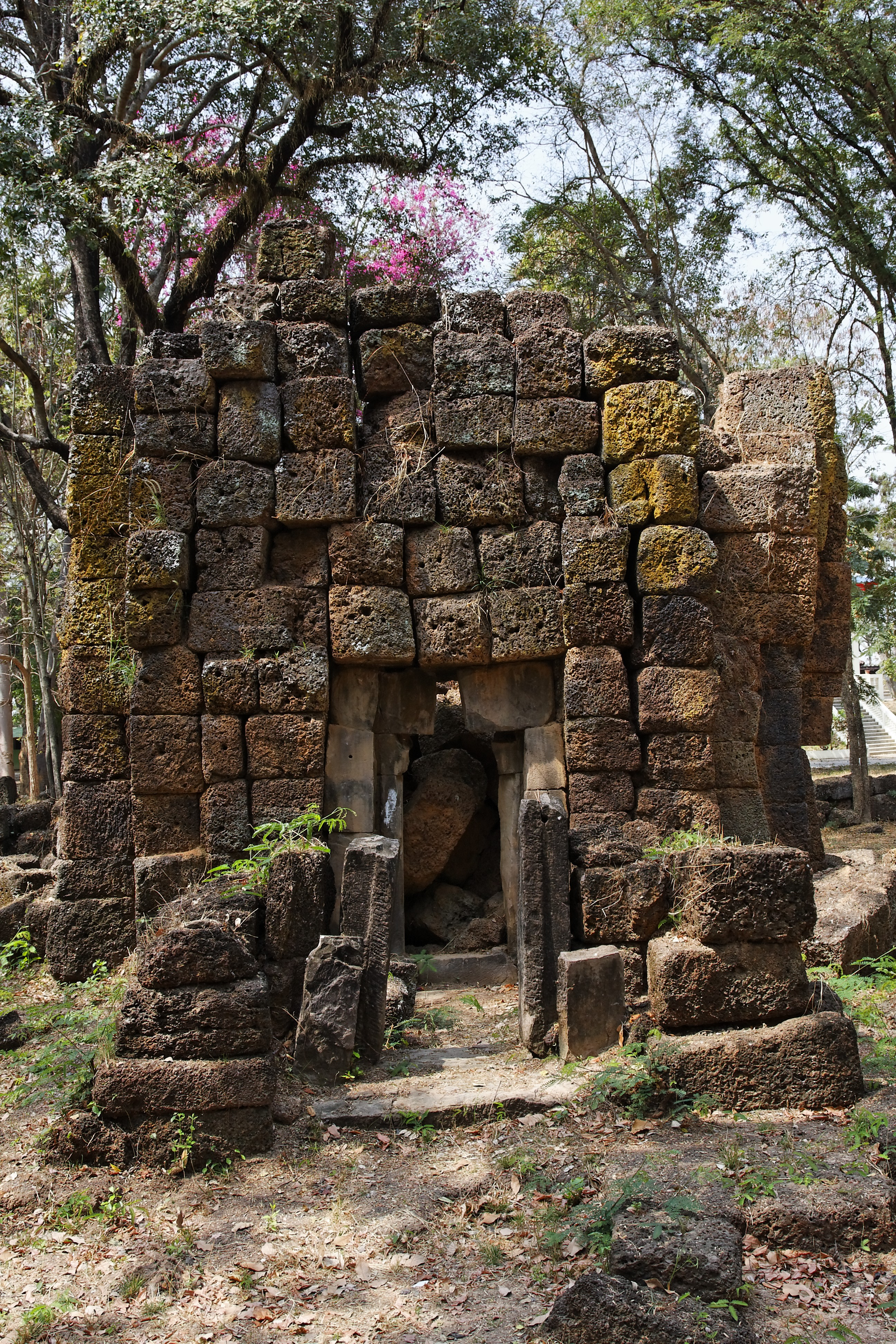
Le sanctuaire
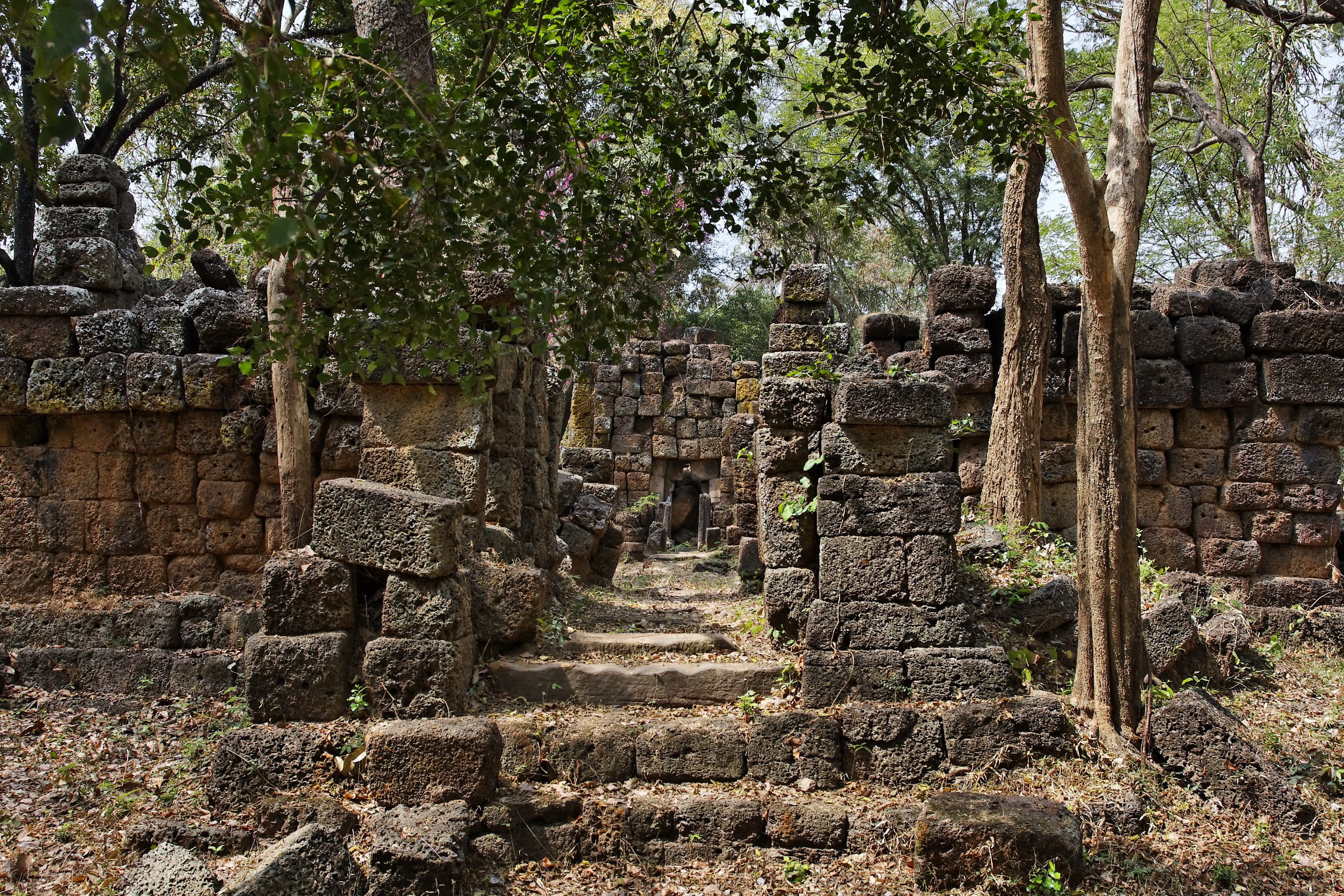
Vue depuis l'entrée, à l'extérieur de l'enceinte
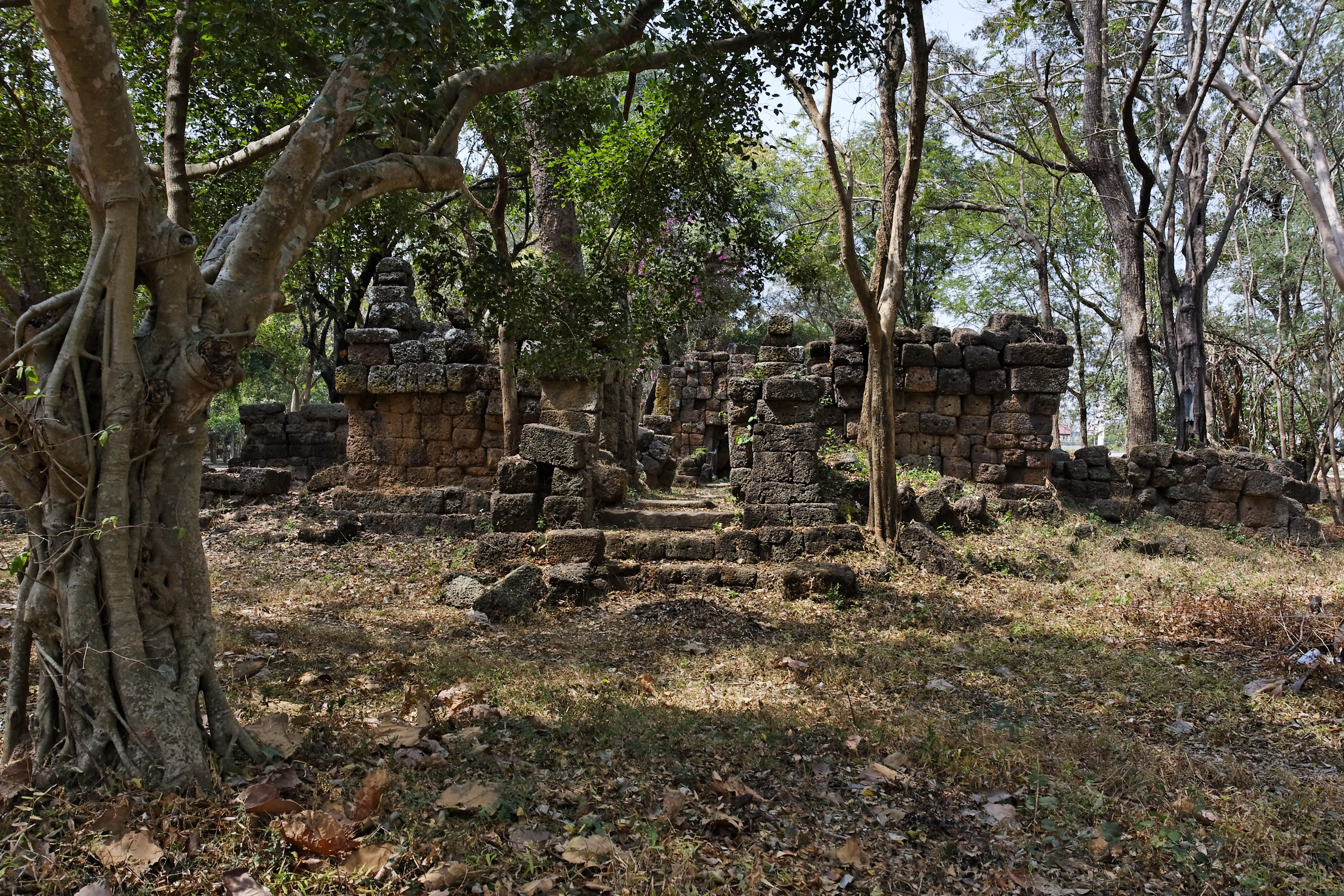
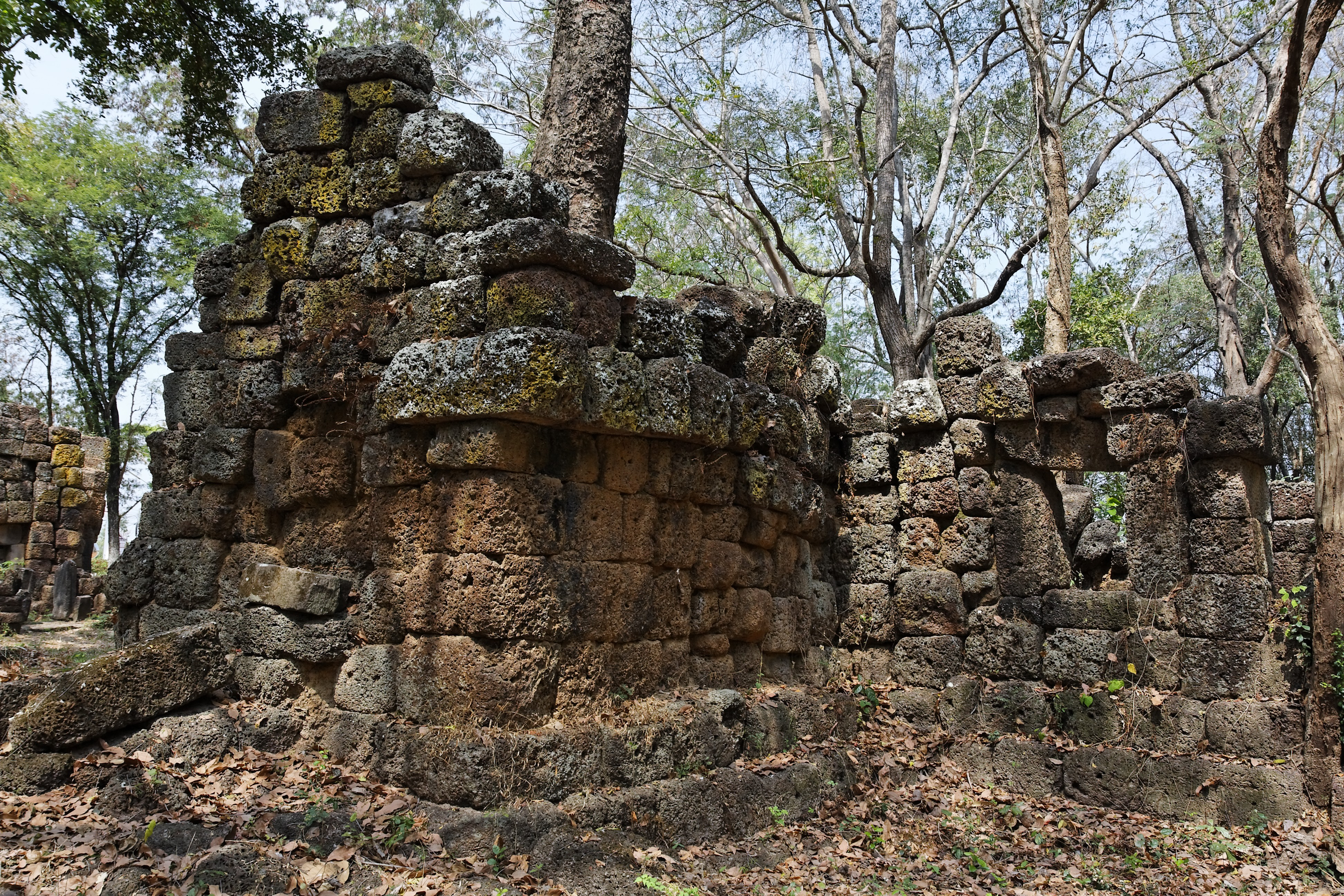
Le sanctuaire
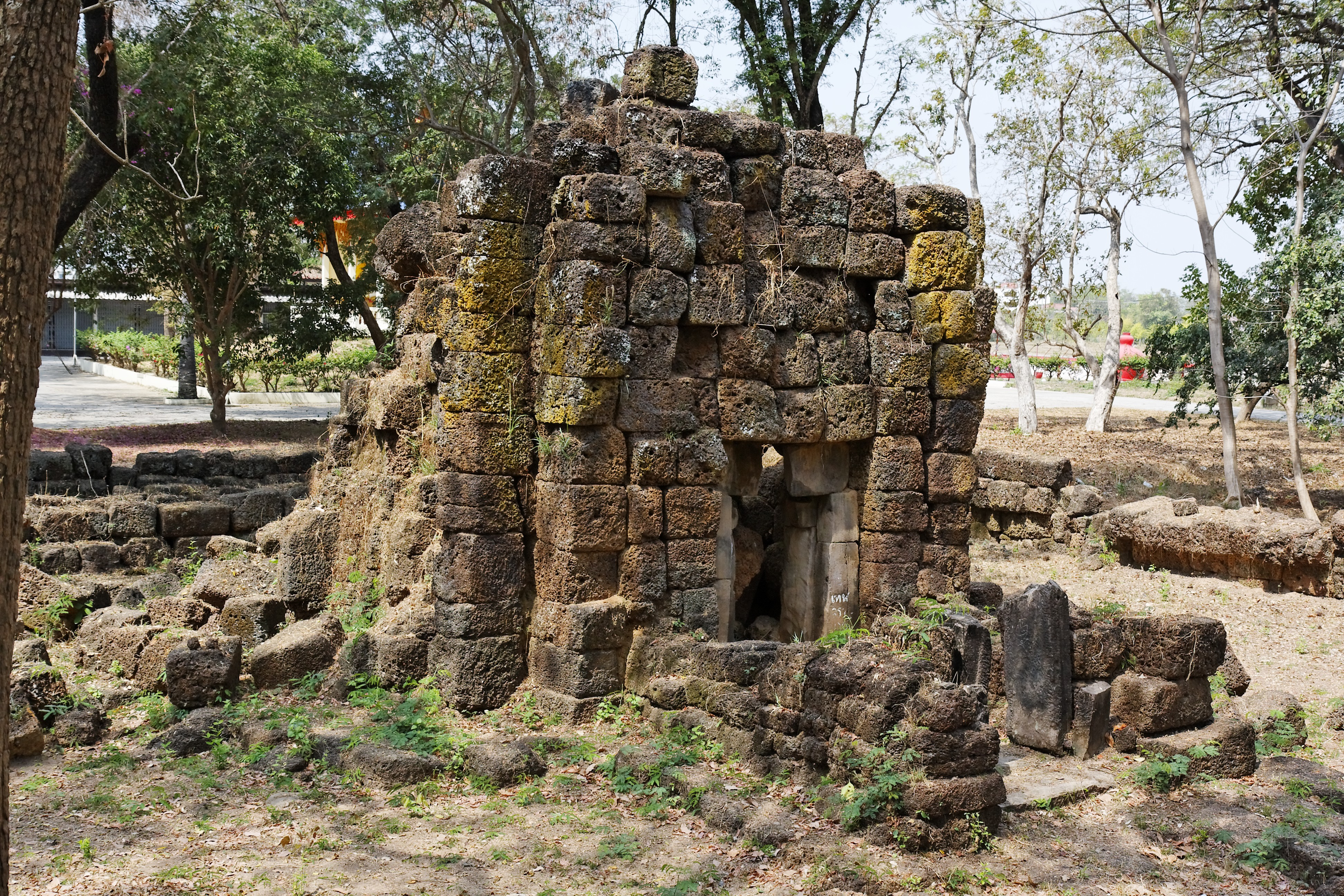
Le sanctuaire
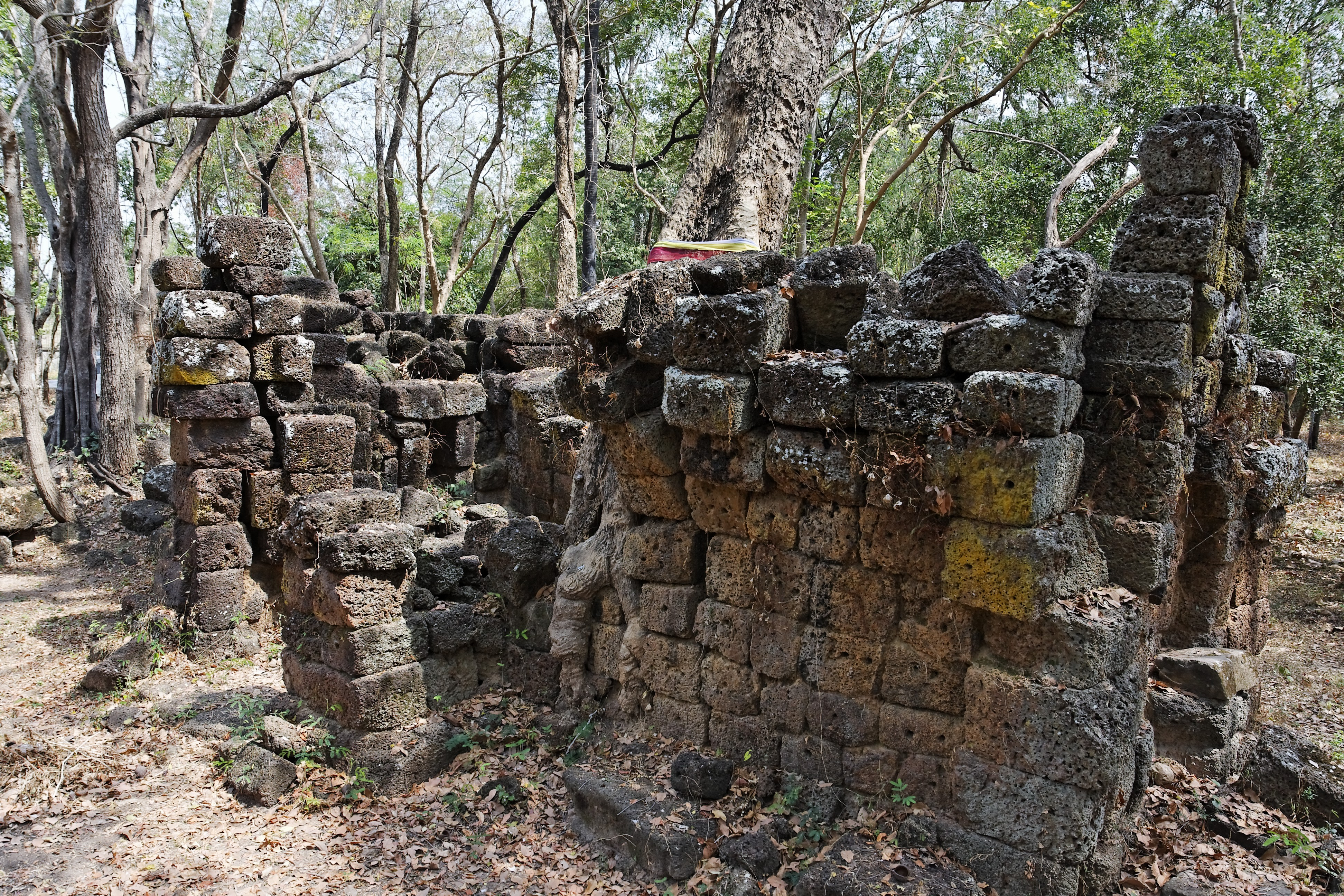
Le sanctuaire